# منسوم ابراهیموف
منسوم اسرافیل اوغلو ابراهیموف (به ترکی آذربایجانی: Mənsum İsrafil oğlu İbrahimov) (۱ اکتبر ۱۹۶۰، امامقلی‌بیلی، اقدم -) خواننده و بازیگر آذربایجانی است.
او در سال ۱۹۸۲ به مدرسهٔ موسیقی زینالی رفت و در سال‌های ۱۹۸۸–۹۳ به تحصیل در دانشگاه فرهنگ و هنر ادامه داد. او در سال ۱۹۸۸ لقب هنرمند افتخار آذربایجان و در سال ۲۰۰۵ لقب هنرمند خلق آذربایجان را بدست آورد.